# سيبرقراطية
السيبرقراطية هي شكل من أشكال الحكومة أو عنصر من الحكومة التي تحكم من خلال الاستخدام الفعال للمعلومات. تميل الطبيعة الدقيقة للسيبرقراطية إلى التصورية إلى حد كبير حيث أنه في الوقت الراهن لا توجد أي حكومات تعمل بنظام السيبرقراطية، ومع ذلك تزايد العدد الأولي من عناصر السيبرقراطية في العديد من الدول المتقدمة.
تتمثل الميزة الأساسية للسيبرقراطية في الانتقال السريع للمعلومات ذات الصلة من مصدر المشكلة إلى الأشخاص القادرين على حلها، ويكون ذلك على الأرجح عن طريق نظام شبكات الكمبيوتر المترابطة وبرامج تصنيف المعلومات الآلية، مع الاستعانة بصناع القرار فقط في حالة مواجهة مشاكل معقدة أو في اتجاهات المشكلة أو من خلال عملية يقوم شخص بمتابعتها. والسيبرقراطية هي النقيض الوظيفي للبيرقراطية التقليدية التي تشتهر أحيانًا بأنها تعاني من النظام الإقطاعي والبطء ومجموعة من الخصائص السيئة الأخرى. في نهاية المطاف، قد تستخدم السيبرقراطية عمليات الذكاء الاصطناعي الإدارية إذا لم يكن الذكاء الاصطناعي يمثل رئيس الدولة الذي يشكل حكومة حكم الآلة.

## أصل الكلمة
سيبرقراطية مشتقة من "cyber" و"cracy" وتعني الحكم عن طريق المعلومات، وخاصة عند استخدام شبكات الكمبيوتر المترابطة.

## أمثلة
يمكن اعتبار جهاز الشتازي في ألمانيا الشرقية بمثابة نموذج أولي لمنظمة سيبرقراطية. جمع جهاز الاشتازي ملفات عن 6 ملايين شخص، أو أكثر قليلاً من ثلث سكان ألمانيا الشرقية، لكن افتقاره لأجهزة كمبيوتر لفرز الملفات أدى به إلى المعاناة في نظام الملفات الموجود لديه، الأمر الذي أدى بالعاملين فيه إلى تقليل الاستخدام الفعال للمعلومات. ستحتاج الحكومة السيبرقراطية إلى إدارة ملفات جميع السكان، فضلاً عن الأجانب ذوي الصلة، بسرعة وفعالية.
تعتبر قائمة منع السفر مثالاً للنموذج الأولي لعنصر السيبرقراطية. وترجع نسبة الإيجابية الكاذبة بها في الأساس إلى عدم فعاليتها بشكل كبير.
نظام دردشة الإنترنت ومنتديات الإنترنت هما مثالان على المجتمع السيبرقراطي.